# Fright Night Film Fest
Fright Night Film Fest, também conhecido como Louisville Fright Night Film Fest, é um festival de cinema anual de terror em Louisville, Kentucky. O festival foi fundado em 2005 por Ken Daniels e é normalmente realizado em julho na Galt House, que é famosa por receber convidados para o Kentucky Derby. O foco do Fright Night Film Fest são filmes do gênero terror, ficção científica, fantasia, ação e cult de todo o mundo, incluindo novos filmes da Ásia, África, Oriente Médio, América Latina, Europa e América do Norte.